# Phaeostigma (Graecoraphidia) divinum
Phaeostigma (Graecoraphidia) divinum is een kameelhalsvliegensoort uit de familie van de Raphidiidae. De soort komt voor in Griekenland.
Phaeostigma (Graecoraphidia) divinum werd voor het eerst wetenschappelijk beschreven door H. Aspöck & U. Aspöck in 1964.